# Corporación de Fomento de la Producción
Die Corporación de Fomento de la Producción (Verband zur Produktionsförderung, CORFO) ist eine chilenische Behörde, die 1939 zur Wirtschaftsförderung gegründet wurde.
Auf Anregung von Präsident Pedro Aguirre Cerda erließ das chilenische Parlament am 29. April 1939 das Ley N° 6.434 de Reconstrucción y Auxilio y Fomento de la Producción (Gesetz Nr. 6434 über Wiederaufbau und Soforthilfe und Entwicklung der Produktion), womit die CORFO gegründet wurde. Ein Anlass für die Gründung war das schwere Erdbeben vom 25. Januar 1939.
Die CORFO sollte einen nationalen Entwicklungsplan vorlegen, um die Industrie und die Infrastruktur des Landes aufzubauen. Hierzu wurden nach Vorbild der spanischen ENDESA (1944) öffentliche Unternehmen gegründet, so 1948 die Compania de Acero del Pacifico (Pazifische Stahlgesellschaft), 1950 die Empresa Nacional del Petróleo (Nationale Ölgesellschaft), 1953 die Industria Azucarera Nacional (Nationale Zuckerindustrie), 1964 die Empresa Nacional de Telecomunicaciones (Nationale Telekommunikationsgesellschaft) sowie viele weitere. Dadurch konnte die Wirtschaft Chiles im Zuge der Importsubstituierenden Industrialisierung entwickelt werden.
Zunächst war die CORFO in vier Abteilungen gegliedert, die für Landwirtschaft, Handel und Verkehr, Energie und Brennstoffe sowie für Industrie und Bergbau zuständig waren. Schon 1952 war sie auf zehn Abteilungen angewachsen, hinzu kamen unter anderem Abteilungen für Finanzen und Forschung.
1970 erwarb die CORFO das Empresa Nacional del Carbón (Enacar), den damals größten Steinkohlebergbau des Landes. Während der Regierung von Salvador Allende spielte sie eine wichtige Rolle im Prozess der Verstaatlichung privater Unternehmen. Nachdem während der Militärdiktatur viele Staatsunternehmen privatisiert wurden, hat die CORFO heute vor allem vier Aufgabenbereiche:
- Stärkung der Forschung und technologischer Entwicklung mit wirtschaftlicher Bedeutung
- Förderung von Geschäftspartnerschaften vor allem kleiner und mittlerer Unternehmen, um deren Konkurrenzfähigkeit zu stärken
- Modernisierung der Verwaltung von Privatunternehmen zur Steigerung ihrer Wettbewerbsfähigkeit
- Investitionsförderung für Jungunternehmer, Exporteure und Kleingewerbe